# ネピドー国際空港
ネピドー国際空港（ネピドーこくさいくうこう、ビルマ語: နေပြည်တော် အပြည်ပြည်ဆိုင်ရာ လေဆိပ် ）は、ミャンマーの首都、ネピドーにある国際空港。

## 概要
ピンマナの南方、約10kmの場所に Ela Airport があった。2006年にネピドーへの遷都が実施された後、中国の協力を得て大幅な拡張工事を実施した。
2011年12月19日にネピドー国際空港として開港した。
滑走路を三本、搭乗口を42個まで拡張できる余地を持って作られている。一方で、軍民共用空港の側面も有している。2023年10月にシャン州北部で発生した武装勢力の攻勢に対する攻撃拠点の一つとなった。
2025年3月28日に発生したミャンマー地震で管制塔が崩落し、5人が死亡した。

## 就航航空会社と就航都市

### 国際線
| 航空会社                   | 就航地                             |
| -------------------------- | ---------------------------------- |
| タイ・エアアジア(FG)       | ドンムアン空港（バンコク）         |
| バンコク・エアウェイズ(PG) | スワンナプーム国際空港（バンコク） |

### 国内線
| 航空会社                                 | 就航地                                                         |
| ---------------------------------------- | -------------------------------------------------------------- |
| ミャンマー・ナショナル航空(UB)           | ヤンゴン国際空港（ヤンゴン）、マンダレー国際空港（マンダレー） |
| バガン航空(W9)                           | ヤンゴン国際空港（ヤンゴン）、マンダレー国際空港（マンダレー） |
| マンダレー航空(6T)                       | ヤンゴン国際空港（ヤンゴン）                                   |
| アジアン・ウィングズ・エアウェイズ(YJ)   | ヤンゴン国際空港（ヤンゴン）                                   |
| ゴールデン・ミャンマー・エアラインズ(Y5) | ヤンゴン国際空港（ヤンゴン）                                   |